# Bazilika sv. Petra u Supetru
Bazilika sv. Petra je ranokršćanska crkva u Supetru. S današnjom crkvom podignutoj na mjestu bazilike čini zaštićeno kulturno dobro

## Opis
Podignuta u ranokršćansko doba. Nalazila se je na istaknutom položaju na istočnom dijelu naselja. Iznad bazilike je u 19. stoljeću podignuta župna crkva Navještenja Marijina. Od bazilike je danas sačuvan je dio geometrijskog podnog mozaika sjevernog broda, iz 6. stoljeća.

## Zaštita
Pod oznakom Z-1556 je kao dio zgrade crkve Navještenja Marijina zavedena kao nepokretno kulturno dobro - pojedinačno, pravna statusa zaštićena kulturnog dobra, klasificirano kao "sakralna graditeljska baština".